# Všehrdy
Všehrdy är en ort i Tjeckien.   Den ligger i regionen Ústí nad Labem, i den nordvästra delen av landet, 80 km nordväst om huvudstaden Prag. Všehrdy ligger 283 meter över havet och antalet invånare är 134.
Terrängen runt Všehrdy är platt åt sydost, men åt nordväst är den kuperad. Runt Všehrdy är det ganska tätbefolkat, med 192 invånare per kvadratkilometer. Närmaste större samhälle är Most, 15,4 km nordost om Všehrdy. Trakten runt Všehrdy består till största delen av jordbruksmark.